# Jan Smidt

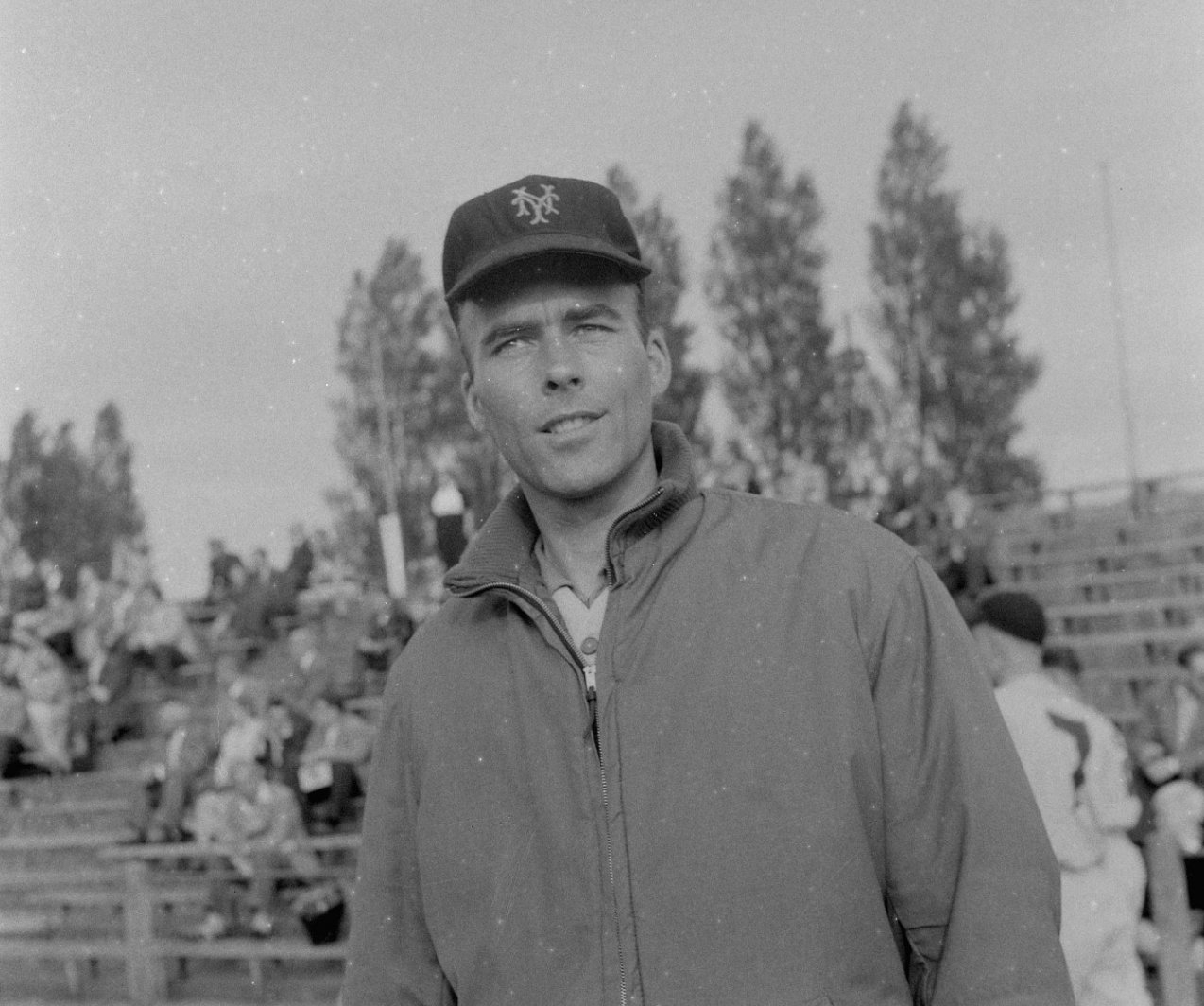
Jan Smidt in 1957

Jan Hindrik Smidt (18 januari 1929 – Haarlem, 2 januari 2019) was een Nederlands honkballer.

## Loopbaan
Smidt, een rechtshandige werper, kwam uit in de hoofdklasse voor SC Haarlem en daarna voor HHC, ook uit Haarlem. In 1954 liep hij stage in Amerika bij de New York Giants. In 1956 was hij de beste pitcher van de Nederlandse Hoofdklasse. 
Smidt maakte van 1954 tot 1958 als werper deel uit van het Nederlands honkbalteam en speelde vierentwintig interlandwedstrijden voor het team. Tijdens de Europese Kampioenschappen van 1956 waar Nederland de titel behaalde won hij de twee wedstrijden die hij pitchte, de laatste was de finale tegen Duitsland waarin hij 13 slagmannen uit wist te gooien.
Naast zijn honkballoopbaan rondde Smidt de opleiding HTS-bouwkunde af. Hij werd later architect. Hij gaf leiding aan restauratiewerkzaamheden in het Teylers Museum.